# لودميلا سافيليفا
لودميلا سافيليفا (بالروسية:  Людмила Савельева), ولدت لودميلا سافيليفا عام 1942 في لينينغراد، واكملت معهد فاغانوفا للباليه، وبعد ذلك التحقت بفرقة مسرح كيروف للاوبرا والباليه بلينينغراد (مسرح مارينسكي حاليا). وكان من المتوقع ان يكون لها مستقبل زاهر في الباليه، ولكن اختلطت الاحداث، إذ شاهدها مساعد المخرج الكبير سيرغي بوندارتشوك، وعرض عليها دور ناتاشا روستوفا في ملحمته السينمائية «الحرب والسلم». وبدأ عرضها عام 1967.

## السيرة الذاتية
تعترف سافيليفا بانها لا تأسف ابدا على تركها الباليه. واوضحت الممثلة ان «حياة الراقصة قصيرة، بينما من الممكن التمثيل في السينما فترة طويلة جدا». وليس لديها أي اعتراض على واقعة ارتباط اسمها بدور ناتاشا روستوفا، علما بانها مثلت في أكثر من 20 فيلما.
وتقول سافيليفا ان "هذا الدور وفر لي الكثير جدا على مدى خمس سنوات، وهي فترة تصوير هذا العمل العظيم، إذ عشت حياة بطلتي، واصبحت شبيهة بها جدا". وبالمناسبة، كان شريكي في الفيلم فياتشيسلاف تيخونوف ينزعج في كل مرة من ان المشاهدين عندما يلتقونه يتذكرون دوره كرجل المخابرات "شتيرلتس"، بطل فيلم "17 لحظة في الربيع". ويقول بزعل" لقد مثلت دور الأمير اندريه أيضا". وذكرت سافيليفا بانها تجولت في كافة انحاء العالم سوية مع هذا الفيلم. واضافت: " شاهدوني في أمريكا، وبالمناسبة كان الناس يقفون في طوابير طويلة من اجل مشاهدة الفيلم السوفيتي. وهذا لان هوليود سبق ان قدمت قبل سنوات فيلمها لرواية ليو تولستوي، بطولة أودري هيبورن. ومع ذلك، حصلنا على شهادات رائعة جدا". وهذا ما حدث، فقد حصلت سافيليفا نفسها على جائزة "الاوسكار" تقييما لملحمة بوندارتشوك السينمائية. وقالت الممثلة ان "المخرج نفسه كان وقتئذ في إيطاليا يصور فيلمه الجديد "واترلو"، وانا كنت اصور الفيلم في الأرجنتين. وفجاة جاءني اتصال هاتفي وقالوا: "اذهب إلى لوس انجلوس بشكل عاجل". وكنت في حالة مضطربة الاعصاب حتى آخر لحظة. واتذكر ان إحدى الأمريكيات قالت، عندما كانت تسرح شعري قبل المراسم: "إذا لم يحصل فيلمكم "الحرب والسلام" على جائزة "الاوسكار"، يعنى انه ليس هناك عدالة". وقالت سافيليفا بابتسامة: "كنت اجلس في القاعة وارتجف، وعندما اعلنوا ان فيلمنا حاز على الجائزة، هرعت إلى المنصة، وكنت اعتقد انه سأسقط من هناك حتما. وسلمني الجائزة غريغوري بك. والجميع في البداية هنأوني، ولم تنقطع الاتصالات الهاتفية، ولكن كل شيء تغير حالما عدت إلى البلد. واستقبلني في المطار لأول مرة في حياتي مسؤولون معينون، واخذوا الجائزة على الفور، وقالوا لدينا في الاتحاد السوفيتي جوائزنا اللائقة".
وبعد هذا النجاح الهائل اخذت سافيليفا تختار الادوار بمنتهى الدقة. وشاركت في فيلم «الهروب» للمخرجين فلاديمير ناؤموف والكسندر آلوف، وفي «تشايكا» ليوري كاراسيك، والدراما الفرنسية الإيطالية «عباد الشمس» سوية مع صوفيا لورين ومارتشيلو ماستروياني، ومع اوليغ فيدوف في فيلم «فارس بلا رأس»، وكذلك مع زوجها الكسندر زبرويف في فيلم «مرت السنة الرابعة للحرب». ومن بين اعمالها الأخرى «يوليا فريفسكايا» و«النجاح» و«ليس من خصالنا الحدس». وبعد توقف طويل، عادت سافيليفا إلى السينما، وشاركت عام 1999 في حكاية فلاديمير ناؤموف الفلسفية «سر ناردو، أو حلم كلب ابيض»، ومن ثم في فيلمه «ساعة بلا عقارب». وتعاونت مع سيرغي سولوفيوف، إذ شاركت عام 1989 في فيلم «الوردة السوداء ـ علامة الحزن، والوردة الحمراء ـ علامة الحب»، ومن ثم في الفيلمين «العمر الرقيق» (عام 2008) و«آنا كاريننا» (عام 2009). ومن المستبعد ان تظهر الممثلة امام المشاهدين في المستقبل القريب في فيلم جديد. وتذكر لودميلا سافيليفا بحزن ان «السينما هي فن الشباب. والمسلسلات لا تروق لي، واحب التصوير مع المخرجين، الذين اعرفهم، ولكن عددهم أخذ يقل. وبودي المشاركة في فيلم روائي، لو اعدوا لي سيناريو جيدا، ولكن لا يوجد من يكتب، ولذا لا توجد حاليا أي خطط».

## الأعمال
| العام | الفيلم                                                           | الاسم بالروسية                                         | دور                                | ملاحظات                                    |
| ----- | ---------------------------------------------------------------- | ------------------------------------------------------ | ---------------------------------- | ------------------------------------------ |
| 1964  | الجمال النائم                                                    | Спящая красавица                                       | Нереида                            |                                            |
| 1967  | الحرب والسلم                                                     | Война и мир                                            | Natasha Rostova                    | إخراج سيرغي بوندارتشوك فاز بجائزة الأوسكار |
| 1970  | الطيران                                                          | Бег                                                    | Serafima Vladimirovna Korzukhina   | إخراج الكسندر الوف وفلاديمير نوموف         |
| 1970  | النورس                                                           | Чайка                                                  | Nina Zarechnay                     |                                            |
| 1970  | عباد الشمس                                                       | Подсолнухи                                             | Masha                              | إخراج فيتوريو دي سيكا                      |
| 1972  | فارس بدون رأس                                                    | Всадник без головы                                     | Louise Poindexter                  | Directed by Vladimir Vajnshtok             |
| 1977  | Julia Vrevskaya                                                  | Юлия Вревская                                          | Julia Vrevskaya                    |                                            |
| 1981  | The Hat                                                          | Шляпа                                                  | Mila                               | Directed by Leonid Kvinikhidze             |
| 1981  | From the evening until noon                                      | С вечера до полудня                                    | Nina Zharkov                       | Directed by Konstantin Khudyakov           |
| 1983  | The fourth year of war                                           | Шёл четвёртый год войны                                | Nadezhda Moroz                     | Directed by Georgy Nikolaenko              |
|       | Snow                                                             | Снег                                                   | Tatyana Petrovna, actress          |                                            |
| 1984  | We can not predict                                               | Нам не дано предугадать                                | Olga Nikolaevna Michurin           |                                            |
| 1984  | Success                                                          | Успех                                                  | Inna, ex-wife of Fetisov           | Directed by Konstantin Khudyakov           |
| 1986  | Someone Else's White and speckled                                | Чужая белая и рябой                                    | Xenia Nikolaevna Startsev, actress | Directed by Sergei Solovyov                |
| 1989  | Black Rose Is an Emblem of Sorrow, Red Rose Is an Emblem of Love | Чёрная роза эмблема печали, красная роза эмблема любви | Alexander's mother                 | Directed by Sergei Solovyov                |
| 1991  | The plot for the two stories                                     | Сюжет для двух рассказов                               | Volodya's mother                   |                                            |
| 2000  | Tender Age                                                       | Нежный возраст                                         | grandmother ("Night Witch")        | Directed by Sergei Solovyov                |
| 2001  | Clock without hands                                              | Часы без стрелок                                       |                                    |                                            |
| 2006  | Seventh Heaven                                                   | Седьмое небо                                           | Margarita, the mother of Yegor     |                                            |
| 2008  | Champion                                                         | Чемпион                                                |                                    |                                            |
| 2009  | Anna Karenina                                                    | Анна Каренина                                          | Princess Shcherbatskys             | Directed by Sergei Solovyov                |

## وصلات خارجية
- لودميلا سافيليفا على موقع IMDb (الإنجليزية)
- لودميلا سافيليفا على موقع ألو سيني (الفرنسية)
- لودميلا سافيليفا على موقع تيرنر كلاسيك موفيز (الإنجليزية)
- لودميلا سافيليفا على موقع قاعدة بيانات الأفلام السويدية (السويدية)
- لودميلا سافيليفا على موقع قاعدة بيانات الفيلم (الإنجليزية)
- لودميلا سافيليفا على موقع كينوبويسك (الروسية)